# Serhij Ljul'ka
Serhij Mykolajovyč Ljul'ka (in ucraino Сергій Миколайович Люлька?; Kiev, 22 febbraio 1990) è un ex calciatore ucraino, di ruolo difensore.